# 각단체대표이등박문조례단
각단체대표이등박문조례단(各團體代表伊藤博文弔禮團)은 1909년에 대한제국의 여러 단체가 연합해 구성한 이토 히로부미 조문단이다.
1909년 10월 26일에 초대 통감을 지낸 이토 히로부미가 안중근의 저격으로 사망하자 조선 사회는 큰 충격을 받았다. 대한제국 순종의 황실과 내각에서는 공식 조문단으로 한국왕실정부대표이등박문조례단을 파견했고, 민간에서는 각단체대표이등박문조례단이 꾸려졌다. 장례식에 참가하여 이토의 사망 이후 전개될 정치구도의 개편 방향에 대한 동태를 파악하기 위한 목적도 있다.
조례단은 1909년 10월 31일에 서울을 출발하여 11월 4일에 도쿄에서 국장으로 거행된 장례식에 참석하였다. 조례단원은 원로 대표 김윤식, 김윤식의 수행원 겸 공자교회 대표 정병조, 한성부민회 대표 유길준, 실업계 대표 조진태, 국시유세단 대표 고희준으로 구성되었다.
이토의 장례식에 참여한 조례단의 원로 대표 김윤식은 11월 17일 일본 총리대신 가쓰라 다로를 만나서 한일 관계에 대해 논의했다. 이때 가쓰라가 김윤식에게 이토의 사망에도 불구하고 일본의 대한제국에 대한 정책과 방침은 변함이 없다고 말한 데 대하여 각계의 관심이 집중되기도 했다. 한성부민회 대표인 유길준은 귀국을 몇 차례 연기하여 11월 22일에 돌아왔으며 한성부민회는 유길준 일행 환영회를 마련했다.

## 참고자료
- 친일인명사전편찬위원회 (2004년 12월 27일). 《일제협력단체사전 - 국내 중앙편》. 서울: 민족문제연구소. 57-59쪽쪽. ISBN 8995330724.